# 田中志歩
田中 志歩（たなか しほ、1998年6月29日 - ）は、日本の女子柔道及びレスリング選手である。山口県光市出身。階級は70kg級。身長171cm。血液型はO型。段位は弐段。組み手は左組み。得意技は大内刈。兄は100kg超級で活躍している田中源大。

## 経歴
国体の相撲競技で入賞したことがあり、柔道経験もある父及び兄の影響を受けて、柔道は5歳の時に田布施スポーツ少年団で始めた。その後に2歳年下の妹も始めた。なお、母親はバレーボールの実業団で活躍していた。小学校5年からはレスリングも始めて、徳山大学内のヤマグチジュニアアスリートアカデミー「ファイブスター」の1期生となって練習を積むことになった。高川学園中学1年の時には近代柔道杯で2位となった。2年の時にはレスリングのジュニアクイーンズカップ中学の部52kg級で3位となった。3年の時には全国中学校柔道大会の団体戦で5位だった。
聖光高校に進むと、柔道は部活の練習で週6度、レスリングは「ファイブスター」で週3度取り組むことになった。1年の時にはレスリングのジュニアオリンピックカデットの部65kg級で優勝を飾った。柔道の全国高校選手権63kg級では準決勝で桐蔭学園高校2年の嶺井美穂に横四方固で敗れて3位だった。
2年の時にはレスリングのジュニアクイーンズカップカデットの部65kg級で優勝すると、世界カデット選手権では3位になった。
その後は柔道一本に絞ることに決めた。全国高校選手権では決勝で創志学園高校2年の三浦裕香理と対戦すると、GSに入ってから指導を取られて敗れた。その後、減量がきついために階級を70kg級に上げると、3年の時にはインターハイ決勝で淑徳高校3年の西願寺里保を小内刈の有効で破って優勝を飾った。全日本ジュニアでは3位だった。なお、高校時代はおちゃめで不思議な雰囲気を持ったクラスのアイドル的存在だった。加えて、虫が好きなので制服に虫が張り付いても全く動じないという。
2017年にはバルセロナオリンピック71kg級金メダリストの古賀稔彦が総監督を務める環太平洋大学へ進学した。古賀は田中のことを東京オリンピックでの活躍が期待できると高く評価している。1年の時には優勝大会準決勝の筑波大学戦で63kg級の津金恵に内股で敗れて3位だった。学生体重別では決勝で山梨学院大学3年の新添左季に内股で敗れた。体重別団体では決勝の山梨学院大学戦で新添と引き分けるとチームも2位に終わった。講道館杯では決勝で新添にGSに入ってから指導2で敗れて2位にとどまったが、グランドスラム・東京の出場権を得た。グランドスラム・東京では準決勝でコマツの大野陽子に反則負けするが、3位決定戦でフランスのマリー＝エヴ・ガイエに大内刈で一本勝ちして3位になった。グランドスラム・エカテリンブルグでは準決勝で地元ロシアのタイシア・キレエワに腕挫十字固で敗れると、3位決定戦でもブラジルのバルバラ・ティモに技ありで敗れて5位にとどまった。
2年の時には4月の体重別準決勝で、世界チャンピオンである三井住友海上の新井千鶴に縦四方固で敗れて3位だった。なお、アジア大会の団体戦代表には選ばれた。6月の優勝大会では初戦で桐蔭横浜大学と対戦すると、63kg級の嶺井美穂と引き分けるもチームは敗れた。9月のアジア大会男女混合団体戦では準決勝の中国戦と決勝のカザフスタン戦に出場して、ともに一本勝ちを収めてチームの優勝に貢献した。この際に、「自分の仕事をやってこられた。優勝してうれしかった。寝技も立ち技も、最後まで決められて良かった」と語った。11月の講道館杯では決勝で桐蔭横浜大学1年の朝飛七海をGS含めて10分近い戦いの末に大内返で破って優勝した。続くグランドスラム・大阪では2回戦でスウェーデンのアンナ・ベルンホルムに腕挫十字固で敗れた。
2019年3月のグランドスラム・エカテリンブルグでは準決勝でブラジルのマリア・ポルテラに反則負けするも、3位決定戦でドイツのラウラ・ヴァルガス＝コッホを払腰で破って3位になった。
3年の時には4月の体重別準決勝で新添に払腰で敗れて3位だった。続くアジアパシフィック柔道選手権では決勝でウズベキスタンのグルノザ・マトニヤゾワにGSに入ってから反則勝ちして優勝を飾った。団体戦でも決勝の韓国戦で韓喜主に隅返の技ありで勝利してチームの優勝に貢献した。6月の優勝大会では3位だった。7月のユニバーシアードでは決勝でロシアのマディナ・タイマゾワを内股で破ったのを始め、5試合オール一本勝ちして優勝を飾った。3点先取による方式で争われた団体戦でも優勝したが、初戦から決勝まで前3人が勝利を決めたことで一度も出番がなかった。10月の体重別団体では3位だった。11月の講道館杯では準決勝で新添を大内刈、決勝では大学の先輩であるJR東日本の宇野友紀子に反則勝ちして2連覇を達成した。グランドスラム・大阪では初戦でベネズエラのエルビスマル・ロドリゲスに支釣込足で敗れた。2020年3月にはグランドスラム・エカテリンブルグに出場予定だったが、新型コロナウイルスの影響により全柔連が選手派遣を取り止めたために出場しなかった。
4年の時には10月の講道館杯決勝で桐蔭横浜大学4年の寺田宇多菜に袈裟固で敗れて、今大会3連覇はならなかった。
2021年4月からはJR東日本の所属となり、オリンピックの70㎏級で2度メダルを獲得して世界選手権では3度優勝を果たしたジュリ・アルベアルを指導していた早川憲幸の指導を受けることにもなった。体重別では初戦で桐蔭横浜大学2年の朝飛真実に払腰で敗れた。11月のグランドスラム・アブダビでは準決勝でガイエを技ありで破るも、決勝でドイツのジョヴァンナ・スコッチマッロに技ありで敗れて2位だった。12月の全日本選手権では準々決勝で三井住友海上の桑形萌花に反則勝ち、準決勝では同じ階級の同僚である寺田宇多菜を有効で破ると、決勝では78㎏超級の選手である東海大学3年の児玉ひかるを9分30秒の戦いの末に反則勝ちで破り、70㎏級の選手ながら優勝を果たした。なお、今大会の第1回で優勝した61㎏級の八戸かおりに次いで軽いクラスでの優勝となった。
2022年2月のグランドスラム・テルアビブでは2回戦でフランスのマルゴー・ピノに反則勝ち、準々決勝でロドリゲスを技ありで破るなどして決勝まで進むと、東京オリンピック銅メダリストであるオランダのサンネ・ファンデイケを技ありで破って、IJFワールド柔道ツアー初優勝を飾った。4月の体重別では準決勝で大野、決勝で寺田にそれぞれ反則勝ちするなどオール一本勝ちして優勝した。また、世界選手権代表に選ばれた。続く全日本選手権には出場しなかった。5月の実業団体では3位だったが、自衛隊体育学校戦で78㎏級のオリンピックチャンピオンである濵田尚里と引き分けた。7月に出場予定だったグランドスラム・ブダペストはケガを理由に回避した。10月の世界選手権では準決勝で世界チャンピオンのクロアチアのバルバラ・マティッチに反則負けを喫すると、その後の3位決定戦ではファンデイケと対戦するも、試合半ばに足を負傷して棄権負けとなった。なお、ファンデイケに抱き上げられて畳を後にした。
2023年4月の体重別では初戦で国士舘大学柔道クラブの池絵梨菜に肩固で敗れた。6月の実業団体では優勝した。6月のグランドスラム・ウランバートルでは準決勝で中立選手として出場したロシアのタイマゾワ、決勝ではクロアチアのララ・ツヴェトコを破るなど、全試合を反則勝ちして優勝した。8月のワールドマスターズでは2回戦でマティッチに技ありで敗れた。9月のアジア大会では決勝で北朝鮮のムン・ソンヒを合技で破って優勝した。団体戦では決勝のウズベキスタン戦でグルノザ・マトニヤゾワに反則勝ちしてチームの優勝に貢献した。グランドスラム・東京では準決勝でタイマゾワを技ありで破るも、決勝でファンデイケに裏投で敗れて2位だった。
2024年のグランドスラム・パリでは3回戦で地元フランスのリラ・マッツァリーノに立ち姿勢で肘を極めにかかったとみなされて反則負けとなった。4月の体重別では決勝で東海大学2年の本田万結に反則勝ちして優勝した。なお、世界選手権代表に選出された。5月の世界選手権では準々決勝でフランスのマルゴー・ピノに反則負けを喫するも、その後の3位決定戦でベルギーのガブリエラ・ウィレムスを合技で破って3位になった。世界団体では決勝のフランス戦でピノに再び反則負けを喫するも、他の選手たちが勝利したためチームは優勝した。6月の実業団体で2連覇した。9月のグランプリ・ザグレブでは準決勝でオランダのサンネ・フェルメールに送襟絞で逆転負けを喫して3位だった。12月のグランドスラム・東京では2回戦でイタリアのジョルジア・スタンゲルリンに反則負けを喫した。
2025年2月のグランドスラム・バクーでは準々決勝でハンガリーのエズバシュ・ソフィに敗れるも、その後の3位決定戦でスタンゲルリンを有効で破って3位になった。4月の体重別では決勝で同僚の寺田との対戦となったが、お互い牽制し合ったために両者反則負けを喫した。過去に今大会の初戦や準決勝で両者反則負けになったことはあったが、決勝でそれが起こって結果として優勝者なしとなったのは、今回が初めてのケースとなった。しかし、これまでの実績から世界選手権代表に選ばれた。6月の実業団体では1勝1分けだったが、チームは3連覇を飾った。続く世界選手権では準々決勝でパリオリンピック銀メダリストであるドイツのミリアム・ブトケライトを有効、準決勝でもスペインのアイ・ツノダ・ロウスタントを有効2つで破って決勝へ進むと、クロアチアのララ・ツヴェトコを有効で破って優勝した。
IJF世界ランキングは1570ポイント獲得で2位(25/7/28現在)。

## 戦績
柔道
- 2012年 -　近代柔道杯　2位
- 2013年 -　全国中学校柔道大会　団体戦　5位
- 2015年 -　全国高校選手権　3位(63kg級)
- 2016年 -　全国高校選手権　2位(63kg級)
- 2016年 -　インターハイ　優勝
- 2016年 -　全日本ジュニア 3位
- 2016年 -　エクサンプロヴァンスジュニア国際　優勝
- 2017年 -　ベルギー国際　ジュニアの部　5位　シニアの部　3位
- 2017年 -　ロシアジュニア国際　優勝
- 2017年 -　優勝大会　3位
- 2017年 -　学生体重別　2位
- 2017年 -　体重別団体　3位
- 2017年 -　講道館杯　2位
- 2017年 -　グランドスラム・東京　3位
- 2018年 -　グランドスラム・エカテリンブルグ　5位
- 2018年 -　体重別　3位
- 2018年 - アジア大会男女混合団体戦　優勝
- 2018年 -　講道館杯　優勝
- 2019年 - グランドスラム・エカテリンブルグ　3位
- 2019年 -　体重別　3位
- 2019年 - アジアパシフィック柔道選手権　個人戦　優勝　団体戦　優勝
- 2019年 - 優勝大会　3位
- 2019年 -　ユニバーシアード　個人戦　優勝　団体戦　優勝
- 2019年 -　体重別団体　3位
- 2019年 -　講道館杯　優勝
- 2020年 -　講道館杯　2位
- 2021年 -　グランドスラム・アブダビ 2位
- 2021年 -　全日本選手権　優勝
- 2022年 -　グランドスラム・テルアビブ 優勝
- 2022年 -　体重別　優勝
- 2022年 -　実業団体　3位
- 2022年 -　世界選手権　5位
- 2023年 - 実業団体　優勝
- 2023年 -　グランドスラム・ウランバートル　優勝
- 2023年 - アジア大会　個人戦　優勝　団体戦　優勝
- 2023年 -　グランドスラム・東京　2位
- 2024年 -　体重別　優勝
- 2024年 - 世界選手権　3位
- 2024年 - 世界団体　優勝
- 2024年 - 実業団体　優勝
- 2024年 - グランプリ・ザグレブ　3位
- 2025年 - グランドスラム・バクー　3位
- 2025年 -　体重別　2位
- 2025年 - 実業団体　優勝
- 2025年 - 世界選手権　優勝

(出典、JudoInside.com)
レスリング
- 2012年 -　ジュニアクイーンズカップ　中学の部　52kg級　3位
- 2014年 -　ジュニアオリンピック　カデットの部　65kg級　優勝
- 2015年 -　ジュニアクイーンズカップ　カデットの部　65kg級　優勝
- 2015年 -　世界カデット選手権　65kg級　3位

(出典)